# Flughafen Poprad-Tatry

i7
i11
i13
Der Flughafen Poprad-Tatry (slowakisch Medzinárodné letisko Poprad-Tatry; englisch Poprad-Tatry International Airport, IATA-Code: TAT, ICAO-Code: LZTT) ist ein internationaler Flughafen etwa 5 km westlich des Stadtzentrums von Poprad und liegt etwa 15 km südlich der Hohen Tatra. Mit 718 m n.m. ist Poprad-Tatry der höchstgelegene Flughafen Mitteleuropas.

## Geschichte
1938 wurde westlich von Veľká (heute ein Stadtteil von Poprad) ein Militärflugplatz errichtet. Der zivile Flugbetrieb begann im Jahr 1943 mit der Route Bratislava-Sliac-Poprad-Prešov.
Bis 1970 gab es keine befestigten Landebahnen. Erst vor den Nordischen Skiweltmeisterschaften in Štrbské Pleso wurden eine Betonpiste und neue Bürogebäude fertiggestellt.
Im Zeitraum von 1970 bis 1990 wurden jährlich durchschnittlich 70.000 Passagiere abgefertigt, wobei das Jahr 1976 mit 156.000 Personen Spitzenreiter war.
In den 1970er und 1980er Jahren flogen Czechoslovak Airlines und Interflug planmäßig über das ganze Jahr von hier nach Bratislava, Prag und Berlin. Im Sommer zusätzlich nach Burgas, im Winter nach Dresden, Leipzig und Helsinki. Auch andere Fluggesellschaften kamen nach Poprad, wie Dan-Air, Condor, Malev oder Britannia.
Nach der Samtenen Revolution 1989 verringerte sich das Passagieraufkommen aus politischen und wirtschaftlichen Gründen auf 10–15.000 Personen pro Jahr. Im Jahr 1996 wurde der kommerzielle Luftverkehr vorerst eingestellt. Anfang 2000 wurde der kommerzielle Luftverkehr wieder saisonal von Aeromost aufgenommen. Zwischenzeitlich wurden Linienflüge durch die Czech Airlines nach Prag durchgeführt.

## Bedeutung
Heute ist der Flughafen ein wichtiger Bestandteil der hiesigen Wirtschaft (u. a. internationale Gesellschaften wie zum Beispiel Whirlpool, Alcatel und Embraco, die in der Umgebung Fabriken betreiben) und des Tourismus.
Der Helicopter Emergency Medical Service (callsign Krištof 3) hat hier eine Basis und übernimmt u. a. Aufgaben wie die Bergrettung. (Siehe auch: Flugrettung in der Slowakei)

## Verkehrszahlen
| Jahr | Fluggastaufkommen | Flugbewegungen |
| ---- | ----------------- | -------------- |
| 2006 | 41.501            | 6.546          |
| 2007 | 60.176            | 7.713          |
| 2008 | 58.154            | 7.907          |
| 2009 | 51.658            | 9.373          |
| 2010 | 28.961            | 7.595          |
| 2011 | 24.755            | 6.954          |
| 2012 | 30.873            | 7.295          |
| 2013 | 24.518            | 6.416          |
| 2014 | 31.694            | 6.206          |
| 2015 | 85.224            | 6.953          |
| 2016 | 84.030            | 8.260          |
| 2017 | 80.605            | 6.928          |
| 2018 | 88.387            | 7.130          |
| 2019 | 94.249            | 6.781          |

## Zwischenfälle
- Am 18. Januar 1956 wurde eine Douglas DC-3/C-47A-20-DL der tschechoslowakischen CSA (Luftfahrzeugkennzeichen OK-WDZ) auf einem Ausweichflug zum Flughafen Poprad-Tatry in einer Höhe von 4042 Fuß (1230 Metern) in die Flanke des Bergs Skapova geflogen. Die Piloten waren 32 Kilometer zu weit östlich unterwegs, als die Kollision geschah. Durch diesen CFIT (Controlled flight into terrain) wurden von den 26 Insassen 22 getötet, vier Besatzungsmitglieder und 18 Passagiere.[4]

## Besonderheiten/Interessantes
- Durch seine geographische Lage hat der Flughafen von Poprad sehr wenige Nebeltage und dient als Ausweichflughafen für Košice, Sliač, Žilina und Bratislava.